# Eugène Lacheurié

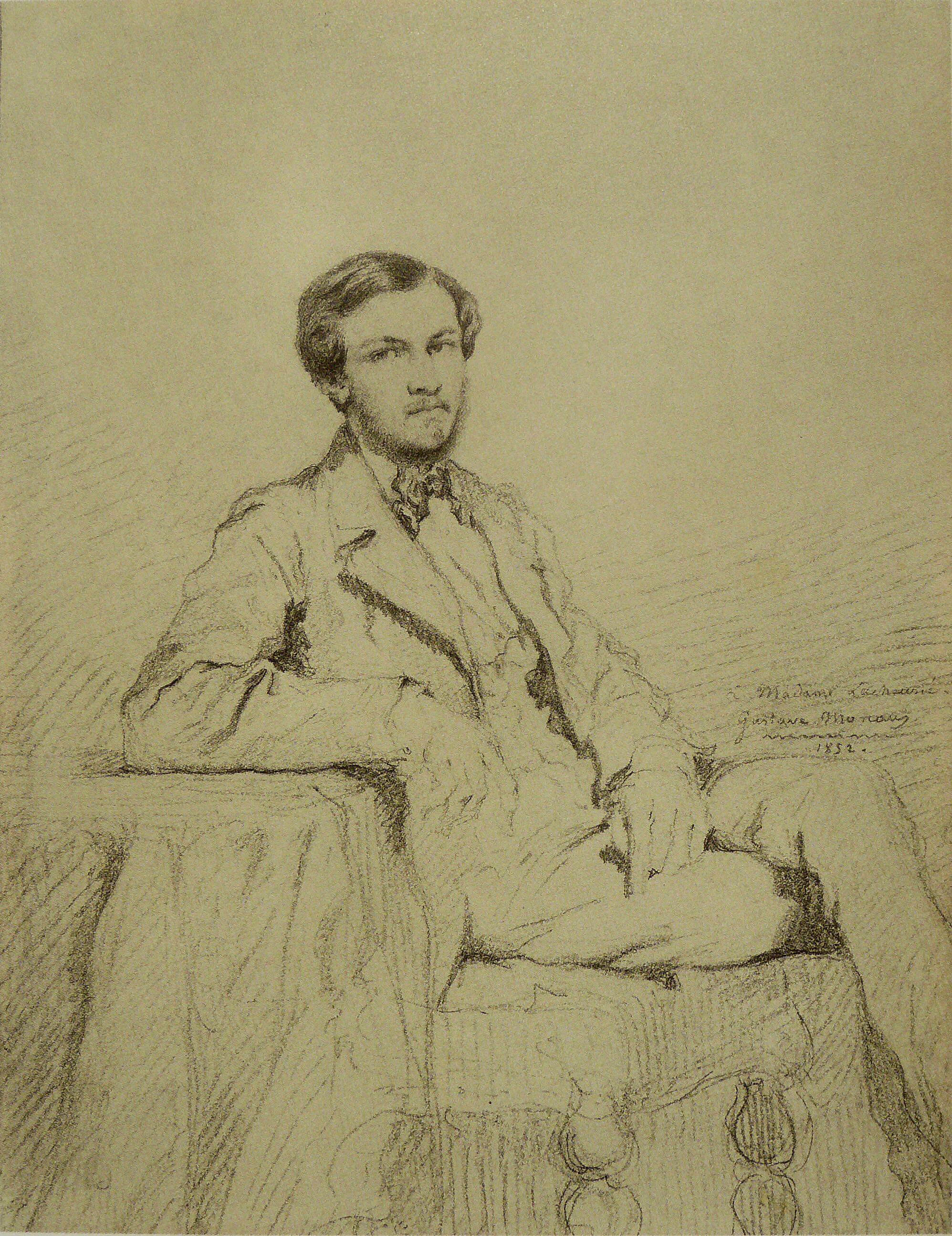
Eugène Lacheurié, Porträt von Gustave Moreau

Eugène Lacheurié (* 7. Juni 1831 in Paris; † 21. August 1907 in Le Chesnay) war ein französischer Komponist.
Über Leben und Werk von Lacheurié ist nur wenig überliefert. Er studierte am Conservatoire de Paris bei Fromental Halévy und Auguste Barbereau und gewann 1856 hinter Georges Bizet den Zweiten Second Grand Prix de Rome.
Eine Sinfonie Lacheuriés wurde 1867 von Jules Pasdeloup im Athénée aufgeführt. Sein Freund, der Maler Gustave Moreau, porträtierte ihn 1852.